# José María Claret Rubira

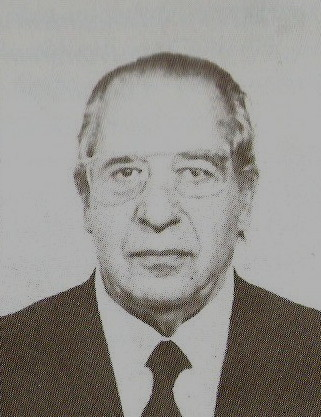
José María Claret Rubira

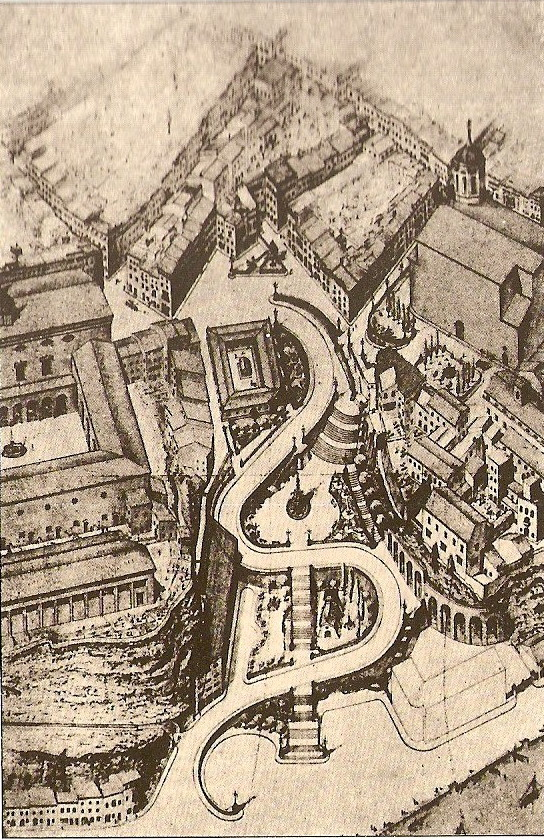
Costa de la Victoria (1951)

José María Claret Rubira (Gerona, 1908-ibidem, 1988) fue un arquitecto español, miembro del GATCPAC.

## Biografía
Nacido en Gerona, se licenció en arquitectura en 1934. Empezó a trabajar como delineante en el despacho de Josep Lluís Sert. Ya como arquitecto, en 1933 se instaló en su ciudad natal, Gerona, donde desarrolló su obra inicial. Entre sus realizacions destacan: la fábrica Embotits Soler, la casa Suñé (1933), la casa y carnicería Turón (1934), la casa Pla (1934), la casa Martí Panella (1935) y la casa Comesa (1936). Durante la Guerra Civil diseñó varios refugios antiaéreos y trabajó para el Servicio de Municipalización de la Vivienda de Gerona, para el que proyectó varios grupos de casas: casas Escatllar (1937-1940, calle Canonge Dorca 22-32), grupo de diez casas (1937, calle Emili Grahit, desaparecidas), dos casas (1937, calle Mestre Roger 20-24, derribadas) y grupo de cuatro casas (1937-1938, Travessia de la Creu s/n, derribadas).
Llegó a Mahón en 1939, con el encargo de dirigir las obras para la construcción del primer aeropuerto de Menorca, hoy en día Aeroclub de Menorca. El mismo año es nombrado arquitecto municipal de Mahón, llevando a cabo importantes remodelaciones del Casco Antiguo, entre ellas, la realización de la Costa de la Victoria (1951), conocida popularmente como Costa de Ses Voltes.
El 1941 realizó la conversión del Palacio Mercadal en la Casa de Cultura de la Ciudad (Biblioteca pública de Mahón). En el año 1953 ve convertido en realidad el proyecto del Instituto de Enseñanza Media de la ciudad.
Una de las obras más conocidas fue la del Hotel Port-Mahón (1965): «El hecho de la situación del solar mirando el Puerto me dio la idea de realizar un edificio que fuera reflejo de Sant Antoni», refiriéndose al conocido caso del sitio menorquín San Antonio situado en el Puerto de Mahón, donde el almirante Horatio Nelson residió durante las estancias en la isla del Mediterráneo.
Con todo, la aportación más importante de Josep Maria Claret fue la realización en el año 1944, del Proyecto de Reforma Interior y Ensanche de Mahón, primer documento urbanístico de la ciudad. Hecho en unos años de euforia expansionista, duplica la superficie de la ciudad, introduciendo como novedad vías de circulación rodada en sus alrededores.